# Отрар (село)
Отрар (каз. Отырар) — село в Отырарском районе Туркестанской области Казахстана. Входит в состав Каргалинского сельского округа. Код КАТО — 514836400.
В 8 км. к юго-западу от села расположены следы одного из крупнейших городов средневековья Отрар.

## Население
В 1999 году население села составляло 1366 человек (717 мужчин и 649 женщин). По данным переписи 2009 года, в селе проживали 1354 человека (722 мужчины и 632 женщины).